# Billy y Bobby Mauch
William John Mauch (Peoria, Illinois, 6 de julio de 1921 - Palatine, Illinois, 29 de septiembre de 2006), conocido como Billy Mauch, y su hermano gemelo, Robert Joseph Mauch, (Peoria, Illinois, 6 de julio de 1921 - Santa Rosa, California, 15 de octubre de 2007), conocido como Bobby Mauch, fueron dos niños actores de los años treinta. Saltaron a la fama por sus roles protagónicos en la película de 1937, El príncipe y el mendigo, basada en la novela homónima de Mark Twain.
El historiador cinematográfico Leonard Maltin argumentó que los gemelos gozaron de una gran popularidad en su momento, comentando que «su estrella brilló por un tiempo corto, pero eran bien conocidos».

## Biografía

### Primeros años
Billy y Bobby Mauch nacieron el 6 de julio de 1921 en la ciudad de Peoria, Illinois. Billy era mayor que Bobby por diez minutos. Su padre, Felix, era un trabajador de la línea de ferrocarril "Toledo, Peoria and Western Railway" mientras que su madre, Marguerite (née Burley), era una ama de casa que también era gemela. Comenzaron cantando y actuando en la radio y a los siete años ya habían aparecido en varios anuncios publicitarios. En 1935, fueron contratados por la Warner Bros., cada uno recibió un sueldo de 350 dólares (hoy en día alrededor de 6 mil dólares) por semana. 
El parecido de los dos hermanos era tal que incluso su madre tenía problemas para distinguirlos, siendo la única diferencia notable que uno era zurdo y el otro diestro. También era conocidos por sus bromas y por intercambiarse de lugares constantemente, incluso durante los rodajes.

### Carrera
La familia se trasladó a Hollywood en 1935 debido al trabajo de los gemelos. Billy participó en un casting para la película Anthony Adverse y obtuvo el papel del protagonista en su juventud debido a que se asemejaba al actor Fredric March, quien interpretaba la versión adulta. Su hermano Bobby fue seleccionado para suplirlo en el papel, pero la voz y el parecido de los dos hermanos eran tan idénticos que años más tarde confesaron que se alternaban para interpretar el personaje. En 1937, ambos actuaron en el filme clásico El príncipe y el mendigo junto con Errol Flynn y Claude Rains, la cual les dio fama. Los gemelos posteriormente actuaron en tres películas basadas en el cómic Penrod de Booth Tarkington. Bobby se retiró de la actuación en 1943, mientras que Billy continuó desempeñando papeles menores en varias películas, la última de ellas fue la comedia Bedtime for Bonzo en 1951, donde actuaba junto a Ronald Reagan. 
Asistieron a la Escuela Secundaria Loyola en Los Ángeles antes de graduarse de la Escuela de Mar-Ken para niños profesionales, en Hollywood. Durante su último año de escuela, los gemelos fueron candidatos de forma conjunta para el puesto de presidente de la clase, utilizando el lema de "Dos cabezas son mejores que una".
Interesados en los aspectos técnicos de la cinematografía, los dos hermanos se emplearon en dicho campo. Bobby se convirtió en editor de cine, cuyo trabajo incluye la serie de televisión de 1950, Dragnet. Billy se especializó en edición de sonido para Warner Bros. en 1950 y participó en más de 300 películas y programas de televisión.

## Vida personal
En 1953, Billy contrajo matrimonio con Marjorie Barnewolt y estuvieron casados 53 años. La pareja tuvo un hijo, William J. Mauch II. Falleció a los 85 años en su hogar en Palatine.
Bobby contrajo matrimonio en 1971 con Georgia "Gigi" Shattuck, una patinadora artística sobre hielo con la que también estaría casado hasta su muerte. La pareja no tuvo hijos. Sirvió en la Fuerza Aérea del ejército durante la Segunda Guerra Mundial y estuvo varado en las Filipinas durante algún tiempo. Falleció a la edad de 86 años en un asilo de ancianos en Santa Rosa, California debido a complicaciones cardíacas, apenas un año después que su hermano.